# Somewhere in England
Somewhere in England je deváté sólové studiové album George Harrisona, vydané v roce 1981 u vydavatelství Dark Horse Records. Nahráváno bylo v rozmezí října 1979 a února 1981 a producentem byl Harrison a Ray Cooper. Píseň „All Those Years Ago“ byla věnována památce zesnulého Johna Lennona a hráli v ní další dva dřívější členové skupiny The Beatles, Paul McCartney a Ringo Starr.

## Seznam skladeb
| Pořadí         | Název                  | Autor            | Délka |
| -------------- | ---------------------- | ---------------- | ----- |
| 1.             | Blood from a Clone     | George Harrison  | 4:03  |
| 2.             | Unconsciousness Rules  | Harrison         | 3:05  |
| 3.             | Life Itself            | Harrison         | 4:25  |
| 4.             | All Those Years Ago    | Harrison         | 3:45  |
| 5.             | Baltimore Oriole       | Hoagy Carmichael | 3:57  |
| 6.             | Teardrops              | Harrison         | 4:07  |
| 7.             | That Which I Have Lost | Harrison         | 3:47  |
| 8.             | Writing's on the Wall  | Harrison         | 3:59  |
| 9.             | Hong Kong Blues        | Carmichael       | 2:55  |
| 10.            | Save the World         | Harrison         | 4:54  |
| Celková délka: | Celková délka:         | Celková délka:   | 39:43 |

## Obsazení
- George Harrison – zpěv, kytara, klávesy, syntezátory
- Alla Rakha – tabla
- Gary Brooker – klávesy, syntezátory
- Al Kooper – klávesy, syntezátory
- Mike Moran – klávesy, syntezátory
- Neil Larsen – klávesy, syntezátory
- Tom Scott – lyricon
- Herbie Flowers – tuba, baskytara
- Willie Weeks – baskytara
- Ray Cooper – bicí, perkuse, klávesy, syntezátory
- Jim Keltner – bicí
- Dave Mattacks – bicí
- Ringo Starr – bicí v „All Those Years Ago“
- Paul McCartney – doprovodné vokály v „All Those Years Ago“
- Linda McCartney – doprovodné vokály v „All Those Years Ago“
- Denny Laine – doprovodné vokály v „All Those Years Ago“